# 厚颌四须鲃
厚颌四须鲃（学名：Barbodes pachygnathus）为鲤科四须鲃属的鱼类，俗名马鱼。在中国，分布于云南抚仙湖等，常生活于底多砾石的湖湾浅水区。该物种的模式产地在云南抚仙湖。

## 扩展阅读
維基物種上的相關：厚颌四须鲃